# Kristus, konung utan like
Kristus, konung utan like är en psalm med text skriven 1949 av Carl Ernst Arwe och musik skriven 1950 av Waldemar Åhlén. Texten bearbetades 1985 av Harry Lindström.

## Publicerad i
- Psalmer och sånger 1987 som nr 469 under rubriken "Kyrkan och nådemedlen - Vittnesbörd - tjänst - mission".[1]